# بوعلام خوخي
بوعلام خوخي (مواليد 7 سبتمبر 1990 في بوسماعيل، تيبازة، الجزائر - ) هو لاعب كرة قدم قطري يلعب حالياً لنادي السد في دوري نجوم قطر و‌منتخب قطر لكرة القدم في مركز الوسط.

## مسيرته مع الأندية
بدء مع شبيبة الشراقة الذي كان يلعب في دوري الدرجة الثالثة الجزائري، انتقل بشكل مفاجئ إلى نادي العربي القطري في شهر ديسمبر من عام 2009.

### مشاركاته مع الأندية
موسم (2010-2011)
شارك في دوري نجوم قطر (2010-2011)، وفي مباراة فريقه مع الأهلي سجّل اللاعب هدفين، وفي مباراة فريقه مع السد، سجّل هدفا ليفوز فريقه في المباراة، وسجّل هدفا للمرة الثالثة في مرمى الاهلي، وسجل في مرمى الخريطيات، ليكون مجموع ما سجّله في الدوري (5) أهداف، وأنهى فريقه الدوري في المركز الرابع.
وشارك في كأس أمير قطر (2010-2011) وتمكّن من تسجيل هدف في مرمى أم صلال ولكن فريقه خسر المباراة من لركلات الترجيح وودع البطولة.
وشارك في مباراة واحدة كأس نجوم قطر (2010-2011) من أصل خمسة مباريات لعبها ناديه، وتمكن من تسجيل هدف في مرمى الوكرة، وأنهى فريقه الكأس في المركز الثالث.
موسم (2011-2012)
شارك في دوري نجوم قطر (2011-2012) في (9) مباريات وتمكن من تسجيل (7) أهداف، حيث سجل أول هاتريك له في مسيرته الكروية في الأسبوع الثاني من الدوري، في مرمى الوكرة، وسجّل في الأسبوع الحادي عشر من الدوري هدفين في شباك قطر ليقود فريقه إلى تعادل صعب، وفي الأسبوع الرابع عشر سجل هدف في شباك الغرافة، وفي الأسبوع الثامن عشر تمك من تسجيل هدف في مرمى الخور أنهى فريقه الدوري في المركز التاسع.
وشارك في كأس الشيخ جاسم (2012) في لقائين وتمكن من تسجيل هدف في مرمى الغرافة
وشارك في كأس نجوم قطر (2011-2012)، في مبارتين وتمكن من تسجيل هدف في مرمى الجيش ليقود فريقه إلى الفوز في اللقاء، وسجّل هدفا في مباراة فريقه مع الوكرة، ولكن فريقه خرج من الدور الأول
وشارك في مباراة واحدة قي دوري أبطال آسيا 2012 وتمكن من تسجيل هدفين في شباك الاتحاد السعودي، ولكن فريقه خرج من الدور الأول.
موسم (2012-2013) شارك في دوري نجوم قطر (2012-2013) في (13) مباراة، وفي الأسبوع الثاني عشر تمكن من التسجيل في مرمى السد، وفي الأسبوع السابع عشر تمكن من تسجيل هاتريك (هو الثاني في مسيرته) في شباك السيلية، وسجّل هدفين في شباك الريان ليقود فريقه إلى التعادل في مباراة انتهت بنتيجة كبيرة قوامها (4-4)، ورغم تألقه كاد فريقه أن يهبط لولا فوزه على معيذر وصيف دوري الدرجة الثانية.
وشارك في كأس نجوم قطر (2012) في ثلاث مباريات، وفي الجولة الرابعة تمكن من تسجيل هدفين في شباك السد ليكون هذا هدفه الثالث قي بطل الدوري في موسم واحد، ووصل مع فريقه إلى النهائي ولكن فريقه خسر من الجيش محققا الوصافة.
وشارك في كأس أمير قطر (2012-2013) في مباراة ولكنه لم يسجل، وخرج فريقه من المرحلة الثالثة.
موسم (2013-2014) شارك في دوري نجوم قطر (2013-2014) في (22) مباراة كأكثر موسم شارك فيه في الدوري القطري منذ احترافه مع العربي.
وسجّل في الأسبوع الثالث من الدوري هدفا في مرمى لخويا، ولكن فريقه خسر اللقاء برباعية، وفي الأسبوع السابع عشر سجل في مرمى الأهلي، ولكن المباراة انتهت بخسارة فريقه بستة أهداف لثلاثة، وفي الأسبوع الخامس والعشرون سجل في شباك الغرافة ليقود فريقه لفوز ثمين، وفي الأسبوع السادس والعشرون سجل في مرمى أم صلال مرجحا كفة فريقه.
وحصل خلال الدوري على (9) بطاقات صفراء، وعلى بطاقة حمراء واحدة، وأنهى فريقه الدوري في المركز الخامس.
وشارك في كأس نجوم قطر (2013-2014) في مباراة واحدة ولم يسجّل أي هدف، وخرج فريقه من الدور الأول.
وشارك في كأس أمير قطر (2013) في مباراتين، وخرج فريقه من ربع النهائي.

## مع المنتخب

### استدعائه لمنتخب الجزائر الأولمبي
بعد تألقه في الدوري القطري ورغبة الاتحاد القطري لكرة القدم في تجنيسه، سارع مدرب الجزائر الأولمبي في استدعائه رسميا، إلى معسكر المنتخب الذي كان سيواجه تونس، ولكن اللاعب لم ينضم إلى صفوف الجزائر، ليترك الفرصة متاحة له للمشاركة مستقبلا مع قطر.

### مع المنتخب القطري
بطولة غرب آسيا 2013
شارك بعد حصوله على الجنسية مع قطر لأول مرة في 25 (توضيح) ديسمبر 2013، في بطولة غرب آسيا أمام فلسطين، ولكنه سجّل أول أهدافه في المبارة التالية أمام المنتخب السعودي في الدقيقة (15) من المباراة، وسجّل هدفه الثاني في المباراة ذاتها في الدقيقة (55)، وواصل تألقه في مباراة منتخبه مع الكويت إذ سجّل هدفه الأول في المباراة في الدقيقة الرابعة من الشوط الإضافي الأول، وعزز النتيجة لصالح منتخب بلاده في الدقيقة (113)، وفي النهائي قدّم أداء مبهرا وسجّل هدفي منتخب بلاده في شباك الأردن، ليجقق أول إنجاز له مع المنتخب، ويتوج هدافا للبطولة.
كأس الخليج العربي لكرة القدم 2014
شارك في خليجي 22، حيث لعب في المباراة الأولى أمام السعودية منذ الدقيقة (52)، ولم يسجل، وشارك أمام اليمن في مباراة كاملة والبحرين منذ الدقيقة (68) وأمام عمان حتى الدقيقة (56)، ولكنه واصل صيامه عن التهديف، ولعب أساسيا في المباراة النهائية أمام صاحب الأرض المنتخب السعودي، وقدم مباراة جيدة وسجل لمنتخب بلاده هدف التقدم في الدقيقة (58)، لتستمر النتيجة كما هي ويتوج منتخبه بطلا للخليج وتم تكريمه بعد البطولة من قبل العربي، لما قدمه من جهود مع المنتخب.

## نادي السد
إنتقل إلى نادي السد عام 2017.

## روابط خارجية
- بوعلام خوخي على موقع الاتحاد الأوربي (الإنجليزية)
- بوعلام خوخي على موقع قاعدة بيانات كرة القدم.إي يو (الإنجليزية)
- بوعلام خوخي على موقع ناشيونال فوتبول تيمز (الإنجليزية)
- بوعلام خوخي على موقع Soccerway.com (الإنجليزية)
- بوعلام خوخي على موقع عالم كرة القدم.نت (الإنجليزية)